# Kenpō
Kenpō (拳法) là tên của một số môn võ thuật Nhật Bản. "Kenpō" là một từ tiếng Nhật chuyển ngữ từ "quyền pháp" trong chữ Hán. Thuật ngữ này thường được phiên âm một cách không chính thức là "kempo".

## Kenpo Nhật Bản
Shorinji Kempo (少林寺拳法 shōrinji-kempō, Thiếu Lậm tự Quyền pháp) được cho là một phiên bản sửa đổi của Thiếu Lâm quyền. Nó được thành lập vào năm 1947 bởi Sō Dōshin (宗 道臣 (Tông Đạo Thần)), một võ sĩ Nhật Bản và cựu đặc vụ tình báo quân sự, người đã tổng hợp những kỹ thuật tập luyện kenpo và jujutsu của mình.

## Kenpo Okinawa
Một số môn phái võ thuật Okinawa sử dụng thuật ngữ kenpō như một tên thay thế cho võ phái karate của họ hoặc cho một môn võ riêng nhưng có liên quan trong hiệp hội của họ. Điều này có thể được minh họa bằng tên chính thức đầy đủ của hệ phái Motobu-ryu là "Nihon Denryu Heiho Motobu Kenpo" (Nhật Bản Cổ lưu Binh pháp Bổn Bộ Qyuền pháp) và của Liên đoàn Shorin-ryu Karate Kobudo Quốc tế, nơi Shorin-ryū là môn phái karate thực tế được tập luyện, trong khi "hakutsuru kenpo", hay "hakutsuru kenpo karate" là một môn phái liên quan nhưng đặc biệt cũng được hiệp hội giảng dạy.
Cả hai phiên bản "kenpo" và "kempo" được sử dụng bởi các môn phái khác nhau. Mỗi môn phái kenpo / kempo nêu trên có nguồn gốc riêng, kỹ thuật và quyền kata riêng, mặc dù cùng tên kenpo.
Một điều đáng chú ý là đồng phục mà các võ sinh kenpo mặc, điển hình là các võ sinh Kenpo Mỹ mặc võ phục đen và Kenpo Okinawa mặc võ phục màu trắng điển hình. Bên cạnh võ phục khác biệt, còn có sự khác nhau về danh xưng kỹ thuật và kata. Các môn phái Kenpo Mỹ sử dụng danh xưng bằng tiếng Anh, còn các môn phái Kenpo Okinawa sử dụng danh xưng bằng tiếng Nhật.

## Kenpo Mỹ
Kenpo cũng được sử dụng như một thuật ngữ hiện đại: tên của nhiều môn võ thuật phát triển ở Hawaii do trao đổi văn hóa giữa các võ sinh võ thuật Okinawa, võ thuật Trung Quốc, võ thuật Philippines, võ thuật Nhật Bản và các ảnh hưởng khác. Ở Mỹ, Kenpo thường được gọi là "Kenpo Karate". Các môn phái phổ biến nhất có nguồn gốc từ các võ đường của James Mitose và William Kwai Sun Chow.
James Mitose dành phần lớn thời gian học tập đầu tiên ở Nhật Bản để theo học môn phái gia tộc Kosho-Ryū ("Cổ tùng lưu"). James Mitose sau đó truyền bá môn phái mình đến Hawaii, nơi ông dạy Chow, người sau đó tiếp tục truyền dạy cho Ed Parker và Bobby Lowe. Hệ thống kenpo được dạy bởi Mitose sử dụng các cú đấm và đá thẳng và cương mãnh, chú trọng điểm xuyên phá, di chuyển vòng tròn, các kỹ thuật khóa và bẻ khớp.
Parker là cái tên nổi bật nhất trong hệ phái của Mitose. Là một môn sinh của Chow ở Hawaii trong gần 6 năm, Parker chuyển đến lục địa Hoa Kỳ để theo học Đại học Brigham Young. Năm 1957, ông bắt đầu dạy các kỹ thuật kenpo mà ông đã học được từ Chow, và trong suốt cuộc đời mình, ông đã sửa đổi và hoàn thiện kỹ thuật cho đến khi nó trở thành môn phái Kenpo Mỹ của Ed. Kenpo của Ed sử dụng một sự pha trộn của các chuyển động tròn và các chuyển động thẳng. Ngoài ra, ông cũng đã đặt các kỹ thuật bằng những cái tên thuần Mỹ như Thundering Hammer, Five Swords, Prance Of The Tiger và Flash Mace, để các môn sinh ông dễ nhớ hơn là các danh xưng tiếng Nhật.
Những kỹ thuật này đã lan rộng khắp thế giới thông qua nhiều dòng truyền dạy, không phải tất cả đều đồng ý về một câu chuyện lịch sử chung.